# Frälsarens förklarings kyrka, Valozjyn
Frälsarens förklarings kyrka, (belarusiska: Спаса-Праабражэнская царква; translitteration: Spasa-Praabrashenskaja tsarkva; kyrkslaviska: Спа́со-Преображенскаѧ це́рковь) tidigare kallat Heliga Kristi himmelsfärdskapellet, är en belarusisk-ortodox kyrkobyggnad belägen på en kulle i byn Valozjyn, i distriktet Valozjyn rajon i Minsks voblast, i centrala Belarus.
Kyrkan är helgad åt Kristi förklaring och tillhör Maladzetjna stift i den Belarusisk-ortodoxa kyrkan.

## Historik
Frälsarens förklarings kyrka i Valozjyn byggdes ursprungligen som ett romersk-katolskt kapell år 1850 på order av greve Tyshkevich.
År 1885 överlämnades kyrkan till den lokala östortodoxa församlingen och den invigdes den 20 oktober 1886 för att enbart hedra Kristi förklaring.
Den riktiga invigningen ägde rum den 19 september 2008, som leddes av metropolit Philaret av Minsk och Slutsk.

## Kyrkan
Kyrkan är gjord av tegel och klocktornet har två våningar.

## Bilder

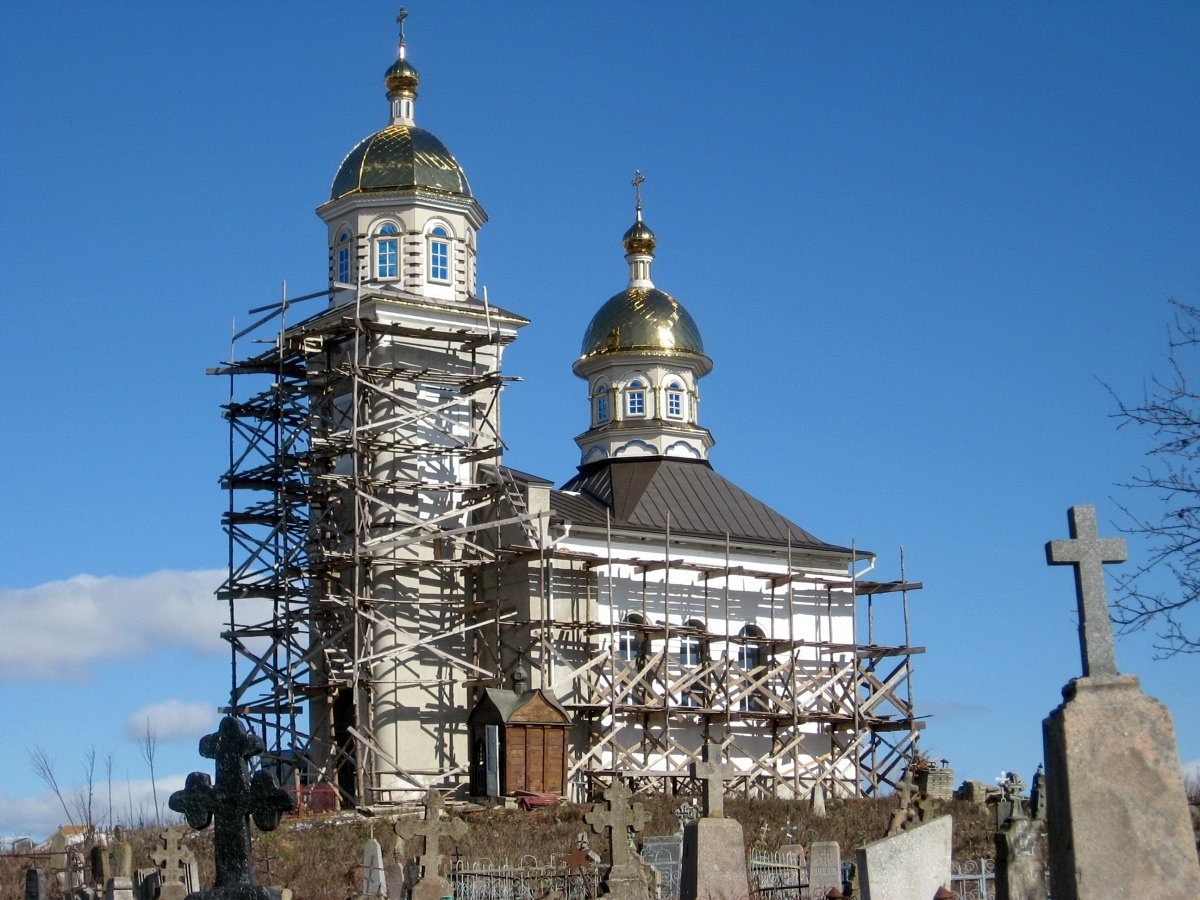
Kyrkan under en renovering (mars 2015).
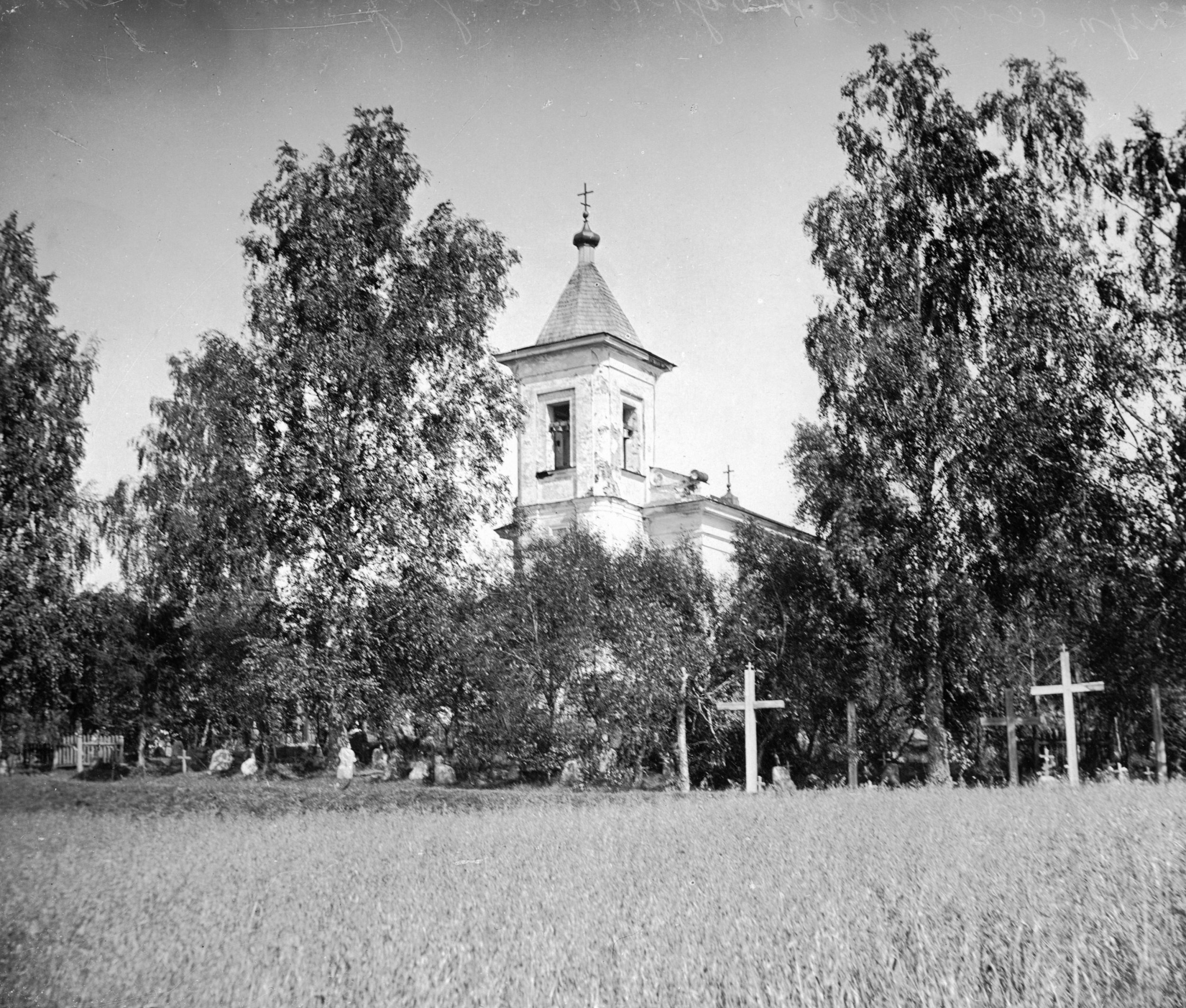
Kyrkan omkring år 1900.

### Allmänna källor
- Свята-Увазнясенская капліца (Валожын) - Архіварта — Партал спадчыны Беларусі (archivarta.by)
- Капліца Ушэсця Гасподняга Валожын (hram.by)